# Квітуче
Квітуче (до 2016 року — Войкове) — село в Україні, у Новопокровській селищній територіальній громаді Дніпровського району Дніпропетровської області. Населення — 99 мешканців.

## Географія
Село лежить на лівому березі річки Комишувата Сура, вище за течією на відстані 3,5 км розташоване село Михайлівка, нижче за течією на відстані 4,5 км розташоване село Павлівка, на протилежному березі — село Бутовичівка. По селу протікає висихний струмок з загатою.

## Населення

### Мова
Розподіл населення за рідною мовою за даними перепису 2001 року:
| Мова       | Відсоток |
| ---------- | -------- |
| українська | 93,9 %   |
| російська  | 6,1 %    |

## Інтернет-посилання
- Погода в селі [Архівовано 4 серпня 2020 у Wayback Machine.]

1. ↑  Рідні мови в об'єднаних територіальних громадах України — Український центр суспільних даних